# 長野電鉄モハ1100形電車
長野電鉄モハ1100形電車（ながのでんてつモハ1100がたでんしゃ）は、長野電鉄が従来在籍した木造車の鋼体化改造によって1961年（昭和36年）に導入した電車（制御電動車）である。
本項では、同様に木造車を種車として、モハ1100形の制御車として導入されたクハ1150形電車について併せて記述するとともに、モハ1100形・クハ1150形の種車となったモハ1形電車・クハ50形電車・クハニ60形電車（いずれも2代）についても記述する。

## 概要
日本国有鉄道（国鉄）より払い下げを受けて1955年（昭和30年）に導入したモハ1形1・クハ50形51・クハニ60形61（いずれも形式・車両番号とも2代、以下同じ）の3両は、国家買収により1937年（昭和12年）6月1日付で国有化された信濃鉄道（現・JR大糸線の一部）が保有した木造車体の電車を出自とする。信濃鉄道が保有した電車各形式は国有化に伴って鉄道省籍に編入され、幾度かの改称・改番を経てモハ1100形・クハ5100形・クハ5110形・クハユニ7100形の4形式に区分された。このうち、1955年（昭和30年）3月に廃車となったモハ1100形1101・クハ5110形5110・クハユニ7100形7100の3両が長野電鉄へ払い下げられ、モハ1101は長野電鉄モハ1、クハ5110は同クハ51、クハユニ7100は同クハニ61として、1955年（昭和30年）4月以降順次運用を開始した。
導入後は主にモハ1-クハ51の同形式2両で編成を組成して運用されたが、1960年（昭和35年）10月にクハ51が踏切事故で被災し車体を大破したことを契機に、これら払い下げ車3両の鋼体化改造を実施することとなり、翌1961年（昭和36年）9月にモハ1100形1101・1102、およびクハ1150形1151の3両が日本車輌製造東京支店において製造された。新製された車体は18m級の全鋼製2扉構造で、客用扉は長野電鉄において初採用例となる両開扉仕様とした。
|            | 記号番号 | 種車     |
| ---------- | -------- | -------- |
| モハ1100形 | モハ1101 | モハ1    |
| モハ1100形 | モハ1102 | クハニ61 |
| クハ1150形 | クハ1151 | クハ51   |

モハ1100形・クハ1150形はいずれも新製名義ではなく鋼体化改造名義で落成したものの、車体は台枠から新製され、台車は他社より購入した中古品を装着するなど、実際に種車から流用した部品は主電動機・制御装置・制動装置のみに留まる。また、モハ1100形1102はクハニ61を名義上の種車とするが、形式称号が示す通り鋼体化改造に際しては制御電動車として落成し、電装品はモハ1を種車とするモハ1100形1101と同等の機器を他社より購入して搭載した。
編成はモハ1101-モハ1102-クハ1151の同形車のみによる3両編成を組成したが、モハ1101・1102の2両を背中合わせに連結した2両編成にクハ1151を連結する形態とし、閑散時にはクハ1151を解放してモハ1101・1102のみによる2両編成での運用を可能する編成構成とした。そのため、3両編成組成時に中間車として運用されるモハ1102は前面を貫通構造としたのに対し、常時先頭車として運用されるモハ1101・クハ1151は前面を非貫通構造とした点が異なる。
モハ1100形・クハ1150形は長野電鉄に1979年（昭和54年）まで在籍し、除籍後は全車とも他の私鉄へ譲渡され、譲渡先においては1997年（平成9年）まで運用された。

## 車体
準張殻構造を採用した全長18,600mmの全鋼製構体を備える。妻面・側面とも幕板部から屋根部にかけて外板を連続処理した張り上げ屋根構造を採用したほか、モハ1100形・クハ1150形に先行して落成した2000系特急形電車と同様に車体裾部に丸みを設けた構造とした。
モハ1101は湯田中寄りの妻面に、モハ1102・クハ1151は長野寄りの妻面にそれぞれ運転台を設けた片運転台構造で、前面形状は各車とも緩い丸みを帯びた平妻形状であるが、前述の通りモハ1102が前面に700mm幅の貫通扉を設けた貫通構造の3枚窓構成であるのに対し、モハ1101・クハ1151は3枚の窓間柱を極力細くして連続窓風の仕上げとした非貫通構造である点が異なる。
前照灯は白熱灯式のものを前面屋根部に1灯、埋込型のケースを介して装着し、後部標識灯は丸型のものを前面腰板下部に左右1灯ずつ装備する。
各車の連結面には700mm幅の貫通路および貫通幌を設け、吹き抜け風防止対策として貫通扉を併設する。
側面見付は二段上昇式のサッシ3組を連続窓形状とした側窓ユニットを車端部に1箇所、客用扉間に2箇所配し、客用扉は1,300mm幅の両開扉を片側2箇所に設け、戸袋窓は省略された。側面窓配置はd3D3 3D3（d：乗務員扉、D：客用扉、各数値は側窓の枚数）で、全車とも共通である。
車体塗装は当時の長野電鉄における標準塗装であった、赤みがかったマルーン1色塗りとされた。
車内はロングシート仕様で、車内照明は長野電鉄における一般形電車としては初採用例となる蛍光灯を採用、直流点灯式の60W蛍光灯を1両当たり12本装備した。その他、車内送風機として扇風機を天井に設置し、車内放送装置を落成当初より装備した。

## 主要機器
前述の通り、鋼体化改造に際して種車となった各形式から流用した部品は主電動機・制御装置・制動装置のみに留まり、その他の機器については新造品または他社から購入した中古品を搭載した。

### 主制御器
ウェスティングハウス・エレクトリック (WH) 社が開発した、制御電源を架線電圧より得るHL (Hand acceleration Line voltage) 制御仕様の電空単位スイッチ式間接非自動制御装置（三菱電機製）をモハ1100形に搭載する。

### 主電動機
ウェスティングハウス・エレクトリック製の直流直巻電動機WH-556-J6（端子電圧750V時定格出力75kW）をモハ1100形に1両当たり4基搭載する。駆動方式は吊り掛け式、歯車比はモハ1100形への搭載に際して種車の3.45 (69:20) から4.56 (73:16) に変更された。全界磁定格速度は34.0km/h、定格引張力は3,224kgfを公称する。
なお、WH-556-J6主電動機は戦前より長野電鉄において愛用された標準型主電動機であり、また歯車比4.56 (73:16) は長野電鉄に在籍するWH-556-J6主電動機を搭載する吊り掛け駆動車における標準仕様であった。このため、鋼体化改造後のモハ1100形は他形式と性能が統一された。

### 台車
鋼体化改造に際して全車とも帝國車輛工業製のUD-26に換装され、種車が装着したブリル (J.G. Brill) 製の27MCB-2は廃棄された。UD-26台車はボールドウィン・ロコモティブ・ワークス (BLW) 社開発のボールドウィンA形台車を原設計として製造された形鋼組立形の釣り合い梁式台車で、いずれも他社より購入した中古台車である。軸受は平軸受（プレーンベアリング）仕様で、固定軸間距離は2,250mm、車輪径は860mmである。

### 制動装置
構造の簡易な直通ブレーキに連結運転時の安全対策として非常弁を付加したSME直通ブレーキを採用した。こちらも2000系を除く長野電鉄に在籍する各形式と共通仕様である。

### 補助機器類
集電装置は2000系と同一機種の菱形パンタグラフである三菱電機製S-752Aを新規に製造し、モハ1100形の連結面寄り屋根上に1両当たり1基搭載した。この結果、編成を組成した際にモハ1101・1102にそれぞれ搭載された2基のパンタグラフが隣接する形態となったが、後年モハ1101のパンタグラフは撤去され、モハ1102より給電される形態に改められた。
電動空気圧縮機 (CP) はDH-25（吐出量760L/min）をモハ1100形に1両当たり1基搭載した。
連結器は密着自動連結器NCB-IIを各車の運転台側・連結面側の両側に装着する。
なお、車内照明などの動作用低圧電源については低圧電源用抵抗器によって降圧した架線電圧を使用し、電動発電機 (MG) は搭載していない。

## 運用
モハ1100形・クハ1150形は導入当時の長野電鉄に在籍した一般形電車の中で最も車体が大型であり、かつ全在籍車両の中で最も車両定員が多かったことから、収容力の大きさを生かして朝夕の通勤通学時間帯に運行される列車に優先的に充当されたほか、臨時団体列車運用にも充当された。なお、前述の通り閑散時にはクハ1151を解放して2両編成で運用することが計画されていたものの、実際には常時3両編成で運用され、中間に組み込まれたモハ1102が先頭車として運用される機会は極わずかであった。
後年、長野電鉄における鉄道車両の標準塗装が赤地に窓回りクリームの2色塗装とされたことに伴ってモハ1100形・クハ1150形も塗装変更が実施されたほか、1970年（昭和45年）には制動装置をSME直通ブレーキからA動作弁を用いたAMA / ACA自動空気ブレーキへ改造した。
1970年代より開始された長野線の長野市内区間地下化工事の進捗に従って、不燃化基準を満たさない旧型車各形式については1977年（昭和52年）以降、順次淘汰が実施された。モハ1100形・クハ1150形は車体の経年こそ20年未満で状態は良好であったものの、主要機器が旧弊な流用品であったことから不燃化基準に適合せず、それら旧型車の代替を目的として東京急行電鉄より5000系電車（初代）を譲り受けて導入した2500系電車の増備進捗に伴って1979年（昭和54年）1月11日付で全車除籍され、豊橋鉄道と伊予鉄道の両社へ譲渡された。

## 他社への譲渡後

### 豊橋鉄道
モハ1101・クハ1151は豊橋鉄道へ譲渡され、同社モ1810形1811（初代）・ク2810形2811として導入、1979年（昭和54年）4月5日付で竣功した。導入に際しては導入路線である同社渥美線の架線電圧が直流600V仕様であったことから、降圧改造を始めとした各種改造が同社高師工場において施工された。
モ1811（元モハ1101）については主電動機を鉄道省制式のMT30に、台車を同じく鉄道省制式のペンシルバニア形軸ばね式台車DT12に、制御装置を日立製作所製の電動カム軸式自動加速制御器のMMC-H-10Kにそれぞれ換装した。これらは主電動機・台車が国鉄より払い下げを受けた、飯田線での運用を最後に廃車となった旧型国電の発生品で、制御装置は京王帝都電鉄より購入した中古品であった。その他、長野電鉄在籍当時に撤去されたパンタグラフの再設置、定格出力1.5kWの東芝製CLG-305電動発電機 (MG) の新設が施工された。一方、ク2811（元クハ1151）については装備する機器に変化はなく、台車も長野電鉄在籍当時と同じくUD-26を装着する。
その他、モ1811・ク2811共通事項として、車体塗装を豊橋鉄道における標準塗装であるクリーム地に腰板下部へ赤帯を配したものに変更、前照灯のシールドビーム2灯化・前面腰板中央部への行先表示器の新設、連結器の並形自動連結器への交換などが施工された。
モ1811・ク2811は導入以来大きな改造を受けることなく渥美線において運用され、同路線の架線電圧1,500V昇圧が実施された1997年（平成9年）7月2日をもって運用を離脱、同年9月30日付で廃車となった。

### 伊予鉄道
一方、モハ1102は伊予鉄道へ譲渡され、従来2両編成であった同社モハ600形電車の3両編成化用増結車両として導入されることとなり、モハ600形603と同形式へ編入され、1979年（昭和54年）11月30日付で竣功した。導入に際しては主要機器を全て新造品に換装してカルダン駆動車となり、その他前面形状を既存のモハ600形と同一形状に改造し、パンタグラフの搭載位置を従来の連結面寄りから運転台寄りへ移設した。
導入後のモハ603は郊外線（高浜線・横河原線・郡中線）各路線において運用されたのち、新型車両の導入に伴って1995年（平成7年）1月17日付で廃車となった。